# عزيز صادق
عزيز صادق (1896 - 1965) هو ملحن مصري من مواليد القاهرة 1896 . درس عزف الناي على يد الشيخ علي الدرويش الحلبي، أثناء إقامته في القاهرة، وأتقن العزف، وأصبح من كبار عازفي آلة الناي في مصر، كما قام بتدريس العزف علي الناي، وكان من أهم من تعلم علي يديه، العازف الأشهر في تاريخ العزف على آلة الناي «محمود عفت».
توفي عزيز صادق في عام 1965 عن عمر يناهز 69 سنة.

## ظهور عزيز صادق
بعد الحرب العالمية الأولى اجتاحت مصر موجة من الأغاني الخفيفة السريعة، المليئة بالكلمات الركيكة والأداء السوقى، وتم ابتذال التراث العظيم للموسيقى الشرقية لإرضاء الطبقة الجديدة، وكان محمد القصبجى ينتمى إلى التيار السائد آنذاك واكتشف في صوت أم كلثوم طاقة التجديد القادمة، وقام في 1927 بتكوين فرقة موسيقية وضم اليها الشاب الموسيقي الذي تعرف عليه «عزيز صادق» الذي أدخل التوزيع الهارموني على أعمال الملحنين وتبعه في ذلك موسيقيون كثر، منهم: إبراهيم حجاج، ومدحت عاصم، وفؤاد الظاهري، وبيبي ألمازا، واندريه رايدر، ومحمد حسن الشجاعي، كما قام بوضع الموسيقى التصويرية لأفلام عديدة.

## نشاطه المتميز في الأغنية المصرية
قام عزيز صادق بعمل التوزيع الموسيقي وبقيادة الأوركسترا لأغاني فيلم "نشيد الأمل" للمخرج أحمد بدرخان عام 1937، وذلك بعد عرض الفيلم بدعوة من الأستاذ محمد القصبجي ملحن بعض أغاني الفيلم، كما تضمن الفيلم تجربة رائدة لإجراء توزيع موسيقي هارموني للحن وضع على مقام شرقي أصيل، إذ قام عزيز صادق بالتوزيع الهارموني لنشيد الجامعة، من ألحان رياض السنباطي، وهو لحن مبنى على مقام الراست، المستند إلى أرباع الأصوات. تسبب توزيع عزيز صادق لألحان القصبجي والسنباطي في فيلم "نشيد الأمل"، في تشابه تلك الأعمال، وهو ماتم تجاوزه بعد ذلك في فيلم "عايدة" 1942. كانت تلك أول تجربة لإدخال التوزيع الهارموني على الأغاني المصرية بعد تجربة سيد درويش، الذي تعاون منذ بداية عشرينات القرن العشرين مع المسيو كاسيو لقيادة الأوركسترا ووضع التوزيع الهارموني لألحان سيد درويش في مسرحه الغنائي.
سعى فريد الأطرش لتقديم شقيقته أسمهان في شكل مشابه لما قدمته أم كلثوم، وطلب من عزيز صادق وضع التوزيع الهارموني لمونولوج أسمهان «نويت أداري آلامي» عام 1938، وتبعه محمد عبد الوهاب في دعوة عزيز صادق لقيادة الأوركسترا وتوزيع ألحان أوبريت «قيس وليلى»، التي وردت في سياق فيلم «يوم سعيد» للمخرج محمد كريم عام 1939.
قام عزيز صادق بقيادة فرقة موسيقى الإذاعة المصرية، وله مؤلفات موسيقية كثيرة ومن أهمها مقطوعة «سماعي غزلان» وأيضاً «سماعي المصري» سجلها للإذاعة عام 1955 من مقام العجم وبالتوزيع الهارموني.

## نشاط عزيز صادق في السينما
وضع عزيز صادق موسيقى تصويرية للأفلام وبعض الألحان بالإضافة لقيادة الأوركسترا والتوزيع الموسيقي لأغاني ملحنين غيره، وظهر في فيلم «انتصار الشباب» وهو يقود الأوركسترا، وكان نشاطه في السينما من 1937 إلى عام 1949 من خلال عشرة أفلام:
فيلم «نشيد الأمل» للمخرج أحمد بدرخان عام 1937
فيلم «الحل الأخير» للمخرج عبد الفتاح حسن عام 1937
فيلم «مصنع الزوجات» للمخرج نيازي مصطفى عام 1941
فيلم «ممنوع الحب» للمخرج محمد كريم 1942
فيلم «حب من السماء» للمخرج عبد الفتاح حسن عام 1943
فيلم «شهر العسل» للمخرج أحمد بدرخان عام 1945
فيلم «لست ملاكاً» للمخرج محمد كريم عام 1946
فيلم «قلبي وسيفي» للمخرج جمال مدكور عام 1947
فيلم «منديل الحلو» للمخرج عباس كامل عام 1949
فيلم «أحبك أنت» للمخرج أحمد بدرخان عام 1949

## وصلات خارجية
- عزيز صادق على موقع السينما
- عزيز صادق على موقع الدهليز
- عزيز صادق على موقع كاروهات

https://www.agha-alkalaa.net/archives/6479 عزيز صادق
https://www.sama3y.net/forum/showthread.php?t=110571 عزيز صادق